# Kráľovičove Kračany
Kráľovičove Kračany, ungarisch Királyfiakarcsa (bis 1948 slowakisch „Kráľovicove Korčany“) ist eine Gemeinde im Südwesten der Slowakei mit 1129 Einwohnern (Stand 31. Dezember 2024). Sie gehört zum Okres Dunajská Streda, einem Teil des Trnavský kraj.

## Geographie
Die Gemeinde befindet sich auf der Großen Schüttinsel, einem Teil des slowakischen Donautieflands. Das Gemeindegebiet ist eben mit fruchtbaren Böden und einigen Torfmooren. Das Ortszentrum liegt auf einer Höhe von 117 m n.m. und ist fünf Kilometer von Dunajská Streda entfernt.
Nachbargemeinden sind Orechová Potôň und Veľké Blahovo im Norden, Kostolné Kračany im Osten, Jurová im Süden Lúč na Ostrove im Westen und Vieska im Nordwesten.
Verwaltungstechnisch gliedert sich die Gemeinde in Gemeindeteile Etreho Kračany, Jastrabie Kračany, Kľúčiarove Kračany, Kráľovičove Kračany und Lesné Kračany (ungarisch Etrekarcsa, Solymoskarcsa, Kulcsárkarcsa, Királyfiakarcsa und Erdőhátkarcsa); der Ort Domazérske Kračany (ungarisch Damazérkarcsa) ist kein Gemeindeteil mehr und Teil von Lesné Kračany.

## Geschichte
Die Gemeinde entstand 1940 durch Zusammenschluss der fünf vorher selbständigen Orte und trug damals den ungarischen Namen Királyfiakarcsa.
Das Gebiet rund um den Ort, zusammen mit jenen der heutigen Gemeinde Kostolné Kračany wurde zum ersten Mal 1215 als Corcha schriftlich erwähnt.
Bis 1919 gehörten die im Komitat Pressburg liegende Orte zum Königreich Ungarn und kamen danach zur Tschechoslowakei beziehungsweise heute Slowakei. Auf Grund des Ersten Wiener Schiedsspruchs lagen sie 1938–45 noch einmal in Ungarn.

## Bevölkerung
| Jahr                | 1994 | 2004    | 2014    | 2024    |
| ------------------- | ---- | ------- | ------- | ------- |
| Anzahl der Personen | 957  | 1036    | 1041    | 1129    |
| Unterschied         |      | +8,25 % | +0,48 % | +8,45 % |

| Jahr                | 2023 | 2024    |
| ------------------- | ---- | ------- |
| Anzahl der Personen | 1127 | 1129    |
| Unterschied         |      | +0,17 % |

Nach der Volkszählung 2011 wohnten in Kráľovičove Kračany 1039 Einwohner, davon 833 Magyaren, 161 Slowaken, sieben Tschechen, zwei Polen und ein Deutscher und Roma; ein Einwohner war anderer Ethnie. 33 Einwohner machten keine Angabe. 864 Einwohner bekannten sich zur römisch-katholischen Kirche, 23 Einwohner zur reformierten Kirche, fünf Einwohner zur evangelistischen Kirche, jeweils drei Einwohner zu den Zeugen Jehovas und zur jüdischen Gemeinde, jeweils zwei Einwohner zur evangelischen Kirche A. B. und zur evangelisch-methodistischen Kirche und ein Einwohner zur altkatholischen Kirche; 18 Einwohner waren anderer Konfession. 61 Einwohner waren konfessionslos und bei 57 Einwohnern ist die Konfession nicht ermittelt.
Ergebnisse der Volkszählung 2001 (967 Einwohner):
| Nach Ethnie: - 90,18 % Magyaren - 8,69 % Slowaken - 0,52 % Tschechen - 0,31 % Roma - 0,10 % Polen | Nach Konfession: - 89,45 % römisch-katholisch - 3,62 % konfessionslos - 1,34 % evangelisch - 0,62 % keine Angabe - 0,10 % griechisch-katholisch |

## Bauwerke
- Landschloss im klassizistischen Stil aus dem Jahr 1830 (Ortsteil Lesné Kračany)

## Söhne und Töchter der Gemeinde
- György Bartal (1820–1875), ungarischer Politiker und Minister für Ackerbau, Industrie und Handel